# Antiproton

Antiproton

Antiproton ({\displaystyle {\bar {p}}}) je antičástice protonu. Antiprotony jsou stabilní, ale většinou mají krátkou životnost kvůli kolizím s protony, což vede k anihilaci obou částic a vyzáření energie. Antiproton má záporný náboj, a proto odpuzuje elektron a přitahuje pozitron s kladným nábojem. Absolutní většina antiprotonů v běžném látkovém prostředí anihiluje během 100 nanosekund.
V dokonalém vakuu teoreticky antiproton vydrží přesně stejně dlouho jako proton, tj. minimálně 1032 let, což je experimentálně stanovená spodní mez doby života protonu. Ve velmi dobrém vakuu dosaženém aparaturami v CERN udrželi fyzikové před rokem 1994 antiprotony po několik měsíců v elektromagnetických pastích.
Antiprotony se také vyskytují v přírodě. Nacházejí se v kosmickém záření dopadajícím na zemský povrch, v poměru přibližně jeden antiproton na každých deset tisíc protonů.

## Objev
Existence antiprotonů byla experimentálně potvrzena až dvě desetiletí po objevu pozitronu. Protože antiproton je výrazně hmotnější částice, byl potřeba dostatečně silný urychlovač částic. V roce 1954 byl na University of California v Berkeley zahájen provoz urychlovače Bevatron, který dodával protonům kinetickou energii až 1 GeV. Hned v následujícím roce 1955 vytvořili a detekovali antiprotony fyzikové Emilio Gino Segre a Owen Chamberlain. Tento úspěch byl oceněn Nobelovou cenou za fyziku v roce 1959. Měděný terčík bombardovali protony o velké rychlosti. Vzniklé částice analyzovali pomocí Čerenkovova detektoru na rychlost, pomocí hmotnostního spektrografu se silným magnetickým polem na hmotnost a pomocí anihilace s klidovými protony.